# Can Marró
Can Marró és un edifici del municipi de Santa Eugènia de Berga (Osona) que forma part de l'Inventari del Patrimoni Arquitectònic de Catalunya.

## Descripció
És una petita masia de planta rectangular coberta a dues vessants amb el carener perpendicular a la façana situada a migdia. Consta de planta baixa i pis. La façana presenta un portal rectangular de pedra parcialment cobert d'arrebossat, una finestra i dues al primer pis. A ponent és de construcció recent amb maó i uralita, a llevant hi ha dues finestres. Al nord s'hi adossa un altre cos també recent. Està situada en un petit serradet prop de Sant Marc. S'hi observen moltes etapes constructives.
El Marró el trobem registrat en el Nomenclàtor de la província de Barcelona de l'any 1860 com a "masia casa de labranza".